# Philipsburg (Montana)
Philipsburg é uma cidade  localizada no estado americano de Montana, no Condado de Granite.

## Demografia
Segundo o censo americano de 2000, a sua população era de 914 habitantes.
Em 2006, foi estimada uma população de 940, um aumento de 26 (2.8%).

## Geografia
De acordo com o United States Census Bureau tem uma área de
2,1 km², dos quais 2,1 km² cobertos por terra e 0,0 km² cobertos por água. Philipsburg localiza-se a aproximadamente 1651 m acima do nível do mar.

## Localidades na vizinhança
O diagrama seguinte representa as localidades num raio de 44 km ao redor de Philipsburg.